# Acisanthera quadrata
Acisanthera quadrata är en tvåhjärtbladig växtart som beskrevs av Christiaan Hendrik Persoon. Acisanthera quadrata ingår i släktet Acisanthera och familjen Melastomataceae.
Artens utbredningsområde är Jamaica. Inga underarter finns listade i Catalogue of Life.